# 넬송 에보라
넬송 에보라(포르투갈어: Nelson Évora, 1984년 4월 20일~)는 포르투갈의 육상 선수로 주 종목은 세단뛰기와 멀리뛰기이다. 2008년 하계 올림픽에서 세단뛰기 종목 금메달을 획득했다.

## 경력
카보베르데에서 부모가 건너온 코트디부아르에서 태어나 5세 때에 가족과 함께 포르투갈로 이주하였다. 2002년 6월 포르투갈 시민권을 취득하기 전에 카보베르데 국적을 지녔다. 그는 현재까지 멀리뛰기(7.57m)와 세단뛰기(16.15m) 종목 카보베르데 기록을 보유하고 있다.
후에 자신의 코치가 된 주앙 간소의 아들 다비드는 에보라의 친구가 되었으며, 하루는 가소가 거리에서 그들이 함께 운동하는 것을 보고 에보라에게 육상 연습을 제안하였다.
2004년 아테네에서 열린 2004년 하계 올림픽에 세단뛰기에 출전하였고, 모스크바에서 열린 2006년 세계 실내 선수권 대회에서 6위를 하였다. 같은 해에 예테보리에서 열린 유럽 육상 선수권 대회에서 세단뛰기 4위와 멀리뛰기 6위를 하였는 데, 예선전에서 세단뛰기의 포르투갈 기록 17.23m를 세웠다.
2007년 오사카에서 열린 2007년 세계 육상 선수권 대회에 참가하여 세단뛰기 종목에서 우승을 하였으며, 포르투갈 기록 갱신과 함께 그 해에 수립된 기록 중 두 번째로 높은 기록 17.74m으로 개인 기록을 세웠다.
2008년 3월 9일 발렌시아에서 열린 세계 실내 선수권 대회에서 17.27m를 기록하여 세단뛰기 종목에서 3위를 하였으며, 베이징에서 열린 2008년 하계 올림픽에서 17.67m의 도약과 함께 영국의 필립스 이도우와 바하마의 리밴 샌즈를 제치고 금메달을 획득하였다.
베를린에서 열린 2009년 세계 육상 선수권 대회에서 2위를 하면서 세계 육상 선수권 2연패에는 실패했다.

## 개인 기록
- 높이뛰기 = 2.07m
- 멀리뛰기 = 8.10m
- 세단뛰기 = 17.74m